# Marijana Petir
Marijana Petir (4 de outubro de 1975) é uma política croata, ex-membro do Parlamento Europeu.
Ela vem da aldeia de Mustafina Klada em Moslavina. Petir formou-se na Faculdade de Ciências de Zagreb e na Faculdade de Teologia Católica de Zagreb. Ela também completou estudos de pós-graduação em Gestão de Organizações Sem Fins Lucrativos e Advocacia Social na Universidade de Zagreb.
De 1998 a 2000, Petir liderou a associação ambiental "Verdes de Moslavina", que luta contra a propagação de OGM, e liderou a Campanha Anti-Nuclear em Moslavina, que se opôs com sucesso à então planeada construção de resíduos nucleares em Moslavacka Gora.
Em 2000-2001 foi estagiária e depois especialista associada no Ministério da Proteção Ambiental e Planejamento Físico da Croácia.